# Christian Lell
Christian Lell (Monaco di Baviera, 29 agosto 1984) è un ex calciatore tedesco, di ruolo difensore laterale destro.

## Carriera

### Club
Prodotto del vivaio del Bayern, giocò con la squadra riserve nella Regionalliga Sud dal 2001 al 2004. Debuttò in Bundesliga il 4 ottobre 2003 in una partita contro l'Hertha Berlino e nella stagione 2003-2004 collezionò altre tre presenze in campionato. Fu poi mandato in prestito al Colonia, con cui giocò dal 2004 al 2006, prima di fare ritorno al Bayern Monaco per la stagione 2006-2007.
Il 23 giugno 2010 passa all'Hertha Berlino, col quale sottoscrive un contratto sino al 2013. Il 27 gennaio 2012 rinnova il suo contratto con l'Hertha Berlino fino al 2016.

### Nazionale
Lell ha rappresentato la Germania Under-20 al Campionato del mondo di categoria del 2003.

## Statistiche

### Presenze e reti nei club
Statistiche aggiornate al 24 novembre 2013.
| Stagione              | Squadra               | Campionato            | Campionato | Campionato | Coppe nazionali | Coppe nazionali | Coppe nazionali | Coppe continentali | Coppe continentali | Coppe continentali | Altre coppe | Altre coppe | Altre coppe | Totale | Totale |
| Stagione              | Squadra               | Comp                  | Pres       | Reti       | Comp            | Pres            | Reti            | Comp               | Pres               | Reti               | Comp        | Pres        | Reti        | Pres   | Reti   |
| --------------------- | --------------------- | --------------------- | ---------- | ---------- | --------------- | --------------- | --------------- | ------------------ | ------------------ | ------------------ | ----------- | ----------- | ----------- | ------ | ------ |
| 2003-2004             | Bayern Monaco         | BL                    | 4          | 0          | CG              | 1               | 0               | UCL                | 0                  | 0                  | CdL         | 0           | 0           | 5      | 0      |
| 2004-2005             | Colonia               | ZL                    | 16         | 1          | CG              | 2               | 0               | -                  | -                  | -                  | -           | -           | -           | 18     | 1      |
| 2005-2006             | Colonia               | BL                    | 26         | 0          | CG              | 1               | 0               | -                  | -                  | -                  | -           | -           | -           | 27     | 0      |
| Totale Colona         | Totale Colona         | Totale Colona         | 42         | 1          |                 | 3               | 0               |                    | -                  | -                  |             | -           | -           | 45     | 1      |
| 2006-2007             | Bayern Monaco         | BL                    | 12         | 0          | CG              | 0               | 0               | UCL                | 4                  | 0                  | CdL         | 0           | 0           | 16     | 0      |
| 2007-2008             | Bayern Monaco         | BL                    | 29         | 1          | CG              | 5               | 0               | CU                 | 11                 | 1                  | CdL         | 3           | 0           | 48     | 1      |
| 2008-2009             | Bayern Monaco         | BL                    | 20         | 0          | CG              | 2               | 0               | UCL                | 6                  | 0                  | -           | -           | -           | 28     | 0      |
| 2009-2010             | Bayern Monaco         | BL                    | 0          | 0          | CG              | 1               | 0               | UCL                | 0                  | 0                  | -           | -           | -           | 1      | 0      |
| Totale Bayern Monaco  | Totale Bayern Monaco  | Totale Bayern Monaco  | 65         | 1          |                 | 9               | 0               |                    | 21                 | 1                  |             | 3           | 0           | 98     | 2      |
| 2010-2011             | Hertha Berlino        | ZL                    | 33         | 0          | CG              | 2               | 0               | -                  | -                  | -                  | -           | -           | -           | 35     | 0      |
| 2011-2012             | Hertha Berlino        | BL                    | 28+1       | 1          | CG              | 2               | 0               | -                  | -                  | -                  | -           | -           | -           | 30     | 1      |
| Totale Hertha Berlino | Totale Hertha Berlino | Totale Hertha Berlino | 61+1       | 1          |                 | 4               | 0               |                    | -                  | -                  |             | -           | -           | 66     | 1      |
| 2012-2013             | Levante               | PD                    | 21         | 2          | CR              | 1               | 0               | UEL                | 6                  | 0                  | -           | -           | -           | 28     | 2      |
| 2013-2014             | Levante               | PD                    | 5          | 0          | CR              | 0               | 0               | -                  | -                  | -                  | -           | -           | -           | 5      | 0      |
| Totale Levante        | Totale Levante        | Totale Levante        | 26         | 2          |                 | 1               | 0               |                    | 6                  | 0                  |             | -           | -           | 33     | 2      |
| Totale carriera       | Totale carriera       | Totale carriera       | 194+1      | 5          |                 | 17              | 0               |                    | 27                 | 1                  |             | 3           | 0           | 242    | 6      |

## Palmarès

### Club

#### Competizioni nazionali
- 2. Fußball-Bundesliga: 2

Colonia: 2004-2005
Hertha Berlino: 2010-2011
- Coppa di Lega tedesca: 1

Bayern Monaco: 2007
- Campionato tedesco: 1

Bayern Monaco: 2009-2010
- Coppa di Germania: 2

Bayern Monaco: 2007-2008, 2009-2010